# Condado de Grenada (Misisipi)
El condado de Grenada (en inglés: Grenada County) es un condado del estado de Misisipi, Estados Unidos. Tiene una población estimada, a mediados de 2022, de 21 088 habitantes.

## Geografía
Según la Oficina del Censo, el condado tiene un área total de 1160 km², de la cual 1090 km² son tierra y 70 km² son agua.

## Demografía

### Censo de 2020
Según el censo de 2020, en ese momento el condado tenía 21 629 habitantes. La densidad de población era de 20 hab./km²
| Raza                   | Núm.   | Porc.  |
| ---------------------- | ------ | ------ |
| Blancos                | 11 339 | 52.42% |
| Afroamericanos         | 9409   | 43.50% |
| Amerindios             | 41     | 0.19%  |
| Asiáticos              | 90     | 0.42%  |
| Isleños del Pacífico   | 2      | 0.01%  |
| Otras razas            | 96     | 0.44%  |
| De una mezcla de razas | 652    | 3.01%  |

Del total de la población, el 1.43% eran hispanos o latinos de cualquier raza.

### Censo de 2000
En el 2000, los ingresos promedio de los hogares del condado eran de $27,385 y los ingresos promedio de las familias eran de $33,115. Los ingresos per cápita para el condado eran de $13,786. Los hombres tenían ingresos per cápita por $28,969 frente a los $21,567 que percibían las mujeres. Alrededor del 20.90% de la población estaba bajo el umbral de pobreza nacional.

## Condados adyacentes
- Condado de Yalobusha (norte)
- Condado de Calhoun (este)
- Condado de Webster (sureste)
- Condado de Montgomery (sur)
- Condado de Carroll (sur)
- Condado de Leflore (oeste)
- Condado de Tallahatchie (noroeste)

## Localidades

### Ciudades
- Grenada

### Lugares designados por el censo (census-designated places,CDP)
- Elliott
- Holcomb

### Otras áreas no incorporadas
- Gore Springs
- Hardy
- Le Flore
- Tie Plant

## Principales carreteras
- Interestatal 55
- U.S. Highway 51
- Carretera 7
- Carretera 8
- Carretera 35